# Етрурське королівство
Етрурське королівство (італ. Regno di Etruria) — короткочасна італійська держава періоду Наполеонівських війн, що існувала на більшій частині території Тоскани з 1801 по 1807. Його назва походить від назви стародавньої держави етрусків — Етрурії.

## Історія
Державу було створено підписанням 21 листопада 1801 року Аранхуезького мирного договору між Францією та Іспанією. Династії Бурбонів, яка правила в Пармі, була компенсована втрата територій у північній Італії, яку захопив Наполеон I Бонапарт в 1796 році. В обмін на відмову герцога Пармського Фердинанда від претензій на ці території його син Людовик отримав трон короля Етрурії, яка була створена на території Великого герцогства Тосканського. Великий герцог Тосканський Фердинанд III був повалений і йому виділили землю, конфісковану в архієпископа Зальцбурзького.
Перший король, Людовик I, помер у 1803, і трон посів його син Карл Людовик (під ім'ям Людовик II). Його мати, Марія Луїза, стала при ньому регентом. У 1807 році Наполеон приєднав королівство до Франції, створивши на його місці три нових департаменти.
Людовику II і його матері був обіцяний трон гіпотетичного королівства Північна Лузітанія на півночі Португалії, але через розрив між Наполеоном і іспанською гілкою Бурбонів в 1808 цей план не був реалізований.
Після повалення Наполеона в 1814 Тоскана була повернена попередньому великому герцогу. У 1815 від Тоскани було відокремлено Лукканське герцогство. Цим герцогством керувала пармська гілка Бурбонів до 1847.

## Королі
- 1801–1803 Людовик I

- 1803–1807 Людовик II

Регент
- 1803–1807 Марія Луїза І.